# Cantons des Pays de la Loire

## Loire-Atlantique
Le département français de la Loire-Atlantique est divisé en 31 cantons depuis le redécoupage cantonal de 2014. Les premières élections correspondantes ont eu lieu en mars 2015. Auparavant, entre 1985 et 2014, le département comprenait 59 cantons.
Le tableau suivant présente la répartition par arrondissement :
| N° | Canton                       | Châteaubriant | Nantes                      | Saint-Nazaire              | Ancenis | Total                       |
| -- | ---------------------------- | ------------- | --------------------------- | -------------------------- | ------- | --------------------------- |
| 1  | Ancenis                      |               |                             |                            | 22      | 22                          |
| 2  | La Baule-Escoublac           |               |                             | 6                          |         | 6                           |
| 3  | Blain                        | 3             | 3                           | 8                          |         | 14                          |
| 4  | Carquefou                    |               | 4                           |                            |         | 4                           |
| 5  | La Chapelle-sur-Erdre        | 1             | 5                           |                            |         | 6                           |
| 6  | Châteaubriant                | 19            |                             |                            |         | 19                          |
| 7  | Clisson                      |               | 12                          |                            |         | 12                          |
| 8  | Guémené-Penfao               | 19            |                             |                            |         | 19                          |
| 9  | Guérande                     |               |                             | 10                         |         | 10                          |
| 10 | Machecoul                    |               | 11                          | 4                          |         | 15                          |
| 11 | Nantes-1                     |               | fraction Nantes             |                            |         | fraction Nantes             |
| 12 | Nantes-2                     |               | fraction Nantes             |                            |         | fraction Nantes             |
| 13 | Nantes-3                     |               | fraction Nantes             |                            |         | fraction Nantes             |
| 14 | Nantes-4                     |               | fraction Nantes             |                            |         | fraction Nantes             |
| 15 | Nantes-5                     |               | fraction Nantes             |                            |         | fraction Nantes             |
| 16 | Nantes-6                     |               | fraction Nantes             |                            |         | fraction Nantes             |
| 17 | Nantes-7                     |               | fraction Nantes             |                            |         | fraction Nantes             |
| 18 | Nort-sur-Erdre               | 7             |                             |                            | 7       | 14                          |
| 19 | Pontchâteau                  | 4             |                             | 9                          |         | 13                          |
| 20 | Pornic                       |               |                             | 8                          |         | 8                           |
| 21 | Rezé-1                       |               | 5 + fraction Rezé           |                            |         | 5 + fraction Rezé           |
| 22 | Rezé-2                       |               | fraction Rezé               |                            |         | fraction Rezé               |
| 23 | Saint-Brevin-les-Pins        |               | 3                           | 6                          |         | 9                           |
| 24 | Saint-Herblain-1             |               | 3 + fraction Saint-Herblain |                            |         | 3 + fraction Saint-Herblain |
| 25 | Saint-Herblain-2             |               | 1 + fraction Saint-Herblain |                            |         | 1 + fraction Saint-Herblain |
| 26 | Saint-Nazaire-1              |               |                             | fraction Saint-Nazaire     |         | fraction Saint-Nazaire      |
| 27 | Saint-Nazaire-2              |               |                             | 5 + fraction Saint-Nazaire |         | 5 + fraction Saint-Nazaire  |
| 28 | Saint-Philbert-de-Grand-Lieu |               | 12                          |                            |         | 12                          |
| 29 | Saint-Sébastien-sur-Loire    |               | 3                           |                            |         | 3                           |
| 30 | Vallet                       |               | 12                          |                            |         | 12                          |
| 31 | Vertou                       |               | 5                           |                            |         | 5                           |
|    |                              | 53            | 82                          | 57                         | 29      | 221                         |

## Maine-et-Loire
Contrairement à l'ancien découpage où chaque canton était inclus à l'intérieur d'un seul arrondissement, le nouveau découpage territorial s'affranchit des limites des arrondissements. Certains cantons peuvent être composés de communes appartenant à des arrondissements différents. Dans le département de Maine-et-Loire, c'est le cas de cinq cantons (Beaufort-en-Vallée, Chalonnes-sur-Loire, Chemillé-Melay, Cholet-2 et Tiercé).
Le tableau suivant présente la répartition par arrondissement :
| N° | Canton                  | Angers               | Cholet               | Saumur | Segré | Total                |
| -- | ----------------------- | -------------------- | -------------------- | ------ | ----- | -------------------- |
| 1  | Angers-1                | fraction Angers      |                      |        |       | fraction Angers      |
| 2  | Angers-2                | 2 + fraction Angers  |                      |        |       | 2 + fraction Angers  |
| 3  | Angers-3                | 8 + fraction Angers  |                      |        |       | 8 + fraction Angers  |
| 4  | Angers-4                | 5 + fraction Angers  |                      |        |       | 5 + fraction Angers  |
| 5  | Angers-5                | 6 + fraction Angers  |                      |        |       | 6 + fraction Angers  |
| 6  | Angers-6                | 18 + fraction Angers |                      |        |       | 18 + fraction Angers |
| 7  | Angers-7                | 11 + fraction Angers |                      |        |       | 11 + fraction Angers |
| 8  | Beaufort-en-Vallée      | 7                    |                      | 25     |       | 32                   |
| 9  | Beaupréau               |                      | 22                   |        |       | 22                   |
| 10 | Chalonnes-sur-Loire     | 16                   |                      |        | 1     | 17                   |
| 11 | Chemillé-Melay          | 12                   | 9                    | 3      |       | 24                   |
| 12 | Cholet-1                |                      | fraction Cholet      |        |       | fraction Cholet      |
| 13 | Cholet-2                |                      | 10 + fraction Cholet | 15     |       | 25 + fraction Cholet |
| 14 | Doué-la-Fontaine        |                      |                      | 34     |       | 34                   |
| 15 | Longué-Jumelles         |                      |                      | 18     |       | 18                   |
| 16 | La Pommeraye            |                      | 20                   |        |       | 20                   |
| 17 | Les Ponts-de-Cé         | 17                   |                      |        |       | 17                   |
| 18 | Saint-Macaire-en-Mauges |                      | 15                   |        |       | 15                   |
| 19 | Saumur                  |                      |                      | 12     |       | 12                   |
| 20 | Segré                   |                      |                      |        | 35    | 35                   |
| 21 | Tiercé                  | 9                    |                      |        | 25    | 34                   |
|    |                         | 112                  | 77                   | 107    | 61    | 357                  |

## Mayenne
Contrairement à l'ancien découpage où chaque canton était inclus à l'intérieur d'un seul arrondissement, le nouveau découpage territorial s'affranchit des limites des arrondissements. Certains cantons peuvent être composés de communes appartenant à des arrondissements différents. Dans le département de la Mayenne, c'est le cas de cinq cantons (Bonchamp-lès-Laval, Cossé-le-Vivien, Ernée, Évron et Meslay-du-Maine).
Le tableau suivant présente la répartition par arrondissement :
| N° | Canton              | Château-Gontier | Laval          | Mayenne | Total          |
| -- | ------------------- | --------------- | -------------- | ------- | -------------- |
| 1  | Azé                 | 19              |                |         | 19             |
| 2  | Bonchamp-lès-Laval  |                 | 6              | 1       | 7              |
| 3  | Château-Gontier     | 13              |                |         | 13             |
| 4  | Cossé-le-Vivien     | 27              | 2              |         | 29             |
| 5  | Ernée               |                 | 9              | 6       | 15             |
| 6  | Évron               |                 | 16             | 9       | 25             |
| 7  | Gorron              |                 |                | 27      | 27             |
| 8  | L'Huisserie         |                 | 9              |         | 9              |
| 9  | Lassay-les-Châteaux |                 |                | 24      | 24             |
| 10 | Laval-1             |                 | fraction Laval |         | fraction Laval |
| 11 | Laval-2             |                 | fraction Laval |         | fraction Laval |
| 12 | Laval-3             |                 | fraction Laval |         | fraction Laval |
| 13 | Loiron              |                 | 15             |         | 15             |
| 14 | Mayenne             |                 |                | 8       | 8              |
| 15 | Meslay-du-Maine     | 12              | 26             |         | 38             |
| 16 | Saint-Berthevin     |                 | 4              |         | 4              |
| 17 | Villaines-la-Juhel  |                 |                | 27      | 27             |
|    |                     | 71              | 88             | 102     | 261            |

Il n'y a pas d'homonymies pour les arrondissements de Laval et de Mayenne (ni évidemment pour les cantons incluant les noms Laval [5] et Mayenne [2]), mais il en existe pour chacune des deux communes Laval et Mayenne.

## Sarthe
Contrairement à l'ancien découpage où chaque canton était inclus à l'intérieur d'un seul arrondissement, le nouveau découpage territorial s'affranchit des limites des arrondissements. Certains cantons peuvent être composés de communes appartenant à des arrondissements différents. Dans le département de la Sarthe, c'est le cas de quatre cantons (Bonnétable, Changé, Loué et Savigné-l'Évêque).
Le tableau suivant présente la répartition par arrondissement :
| N° | Canton             | La Flèche | Mamers | Le Mans              | Total                |
| -- | ------------------ | --------- | ------ | -------------------- | -------------------- |
| 1  | Bonnétable         |           | 8      | 16                   | 24                   |
| 2  | Changé             |           | 1      | 7                    | 8                    |
| 3  | Château-du-Loir    | 29        |        |                      | 29                   |
| 4  | Écommoy            |           |        | 10                   | 10                   |
| 5  | La Ferté-Bernard   |           | 26     |                      | 26                   |
| 6  | La Flèche          | 13        |        |                      | 13                   |
| 7  | Loué               | 29        | 15     |                      | 44                   |
| 8  | Le Lude            | 23        |        |                      | 23                   |
| 9  | Mamers             |           | 51     |                      | 51                   |
| 10 | Le Mans-1          |           |        | 1 + fraction du Mans | 1 + fraction du Mans |
| 11 | Le Mans-2          |           |        | 4 + fraction du Mans | 4 + fraction du Mans |
| 12 | Le Mans-3          |           |        | fraction du Mans     | fraction du Mans     |
| 13 | Le Mans-4          |           |        | 1 + fraction du Mans | 1 + fraction du Mans |
| 14 | Le Mans-5          |           |        | fraction du Mans     | fraction du Mans     |
| 15 | Le Mans-6          |           |        | 1 + fraction du Mans | 1 + fraction du Mans |
| 16 | Le Mans-7          |           |        | 6 + fraction du Mans | 6 + fraction du Mans |
| 17 | Sablé-sur-Sarthe   | 16        |        |                      | 16                   |
| 18 | Saint-Calais       |           | 37     |                      | 37                   |
| 19 | Savigné-l'Évêque   |           | 14     | 1                    | 15                   |
| 20 | Sillé-le-Guillaume |           | 50     |                      | 50                   |
| 21 | La Suze-sur-Sarthe | 15        |        |                      | 15                   |
|    |                    | 125       | 202    | 48                   | 376                  |

## Vendée
Liste des 31 cantons du département de la Vendée, par arrondissement :
- arrondissement de Fontenay-le-Comte (9 cantons - sous-préfecture : Fontenay-le-Comte) :
canton de Chaillé-les-Marais - canton de La Châtaigneraie - canton de Fontenay-le-Comte - canton de l'Hermenault - canton de Luçon - canton de Maillezais - canton de Pouzauges - canton de Sainte-Hermine - canton de Saint-Hilaire-des-Loges

- arrondissement de La Roche-sur-Yon (11 cantons - préfecture : La Roche-sur-Yon) :
canton de Chantonnay - canton des Essarts - canton des Herbiers - canton de Mareuil-sur-Lay-Dissais - canton de Montaigu - canton de Mortagne-sur-Sèvre - canton du Poiré-sur-Vie - canton de la Roche-sur-Yon-Nord - canton de la Roche-sur-Yon-Sud - canton de Rocheservière - canton de Saint-Fulgent

- arrondissement des Sables-d'Olonne (11 cantons - sous-préfecture : Les Sables-d'Olonne) :
canton de Beauvoir-sur-Mer - canton de Challans - canton de l'Île-d'Yeu - canton de la Mothe-Achard - canton de Moutiers-les-Mauxfaits - canton de Noirmoutier-en-l'Île - canton de Palluau - canton des Sables-d'Olonne - canton de Saint-Gilles-Croix-de-Vie - canton de Saint-Jean-de-Monts - canton de Talmont-Saint-Hilaire

Il n'y a pas d'homonymie pour le canton des Essarts, même s'il en existe une pour la commune chef-lieu.
Il n'y a pas d'homonymie exacte pour le canton de Montaigu, même s'il en existe une pour la commune chef-lieu.